# Antonio Coco
Antonio Coco (Catania, 1945 – Catania, 23 marzo 2010) è stato uno storico italiano.

## Biografia
Coco fu uno studioso siciliano di formazione francocentrica. Si rivolse con attenzione all'analisi, anche italiana, della storiografia delle Annales. 
Ricercatore a tutto campo sugli intrecci tra élite, poteri e classe sociali in Sicilia dal medioevo a oggi, Coco fu considerato un pioniere italiano degli studi moderni di storia. In quanto grazie alla frequentazione dell'Istituto Italiano per gli Studi Storici di Napoli – fondato da Benedetto Croce –, per effetto della sua lunga e intensa collaborazione ai numerosi progetti di ricerca scientifica di Giuseppe Giarrizzo, storico della cultura e della vita intellettuale europea, per merito della sua amicizia con Maurice Aymard – l'allievo più prestigioso di Fernand Braudel e per decenni Presidente della "Maison des Sciences de l'Homme" di Parigi –, lo avevano infatti reso una «figura di riferimento per discepoli e colleghi». 
Tra gli anni Ottanta del '900 e i Dieci del XXI secolo fu tra l'altro professore ordinario di Storia moderna e di Storia degli Antichi Stati Italiani, presso la Facoltà di Lettere e Filosofia dell'Università degli studi di Catania.
I suoi ambiti di ricerca privilegiati furono la storia della storiografia francese dell'Ottocento, la politica e la cultura del Mezzogiorno moderno, le vicende e i personaggi della Sicilia dal Trecento all'Ottocento nel contesto europeo, attraverso l'esplorazione sistematica degli archivi, non solo italiani ma anche continentali (Vienna, Parigi, Simancas, Londra), punto di partenza imprescindibile di lavori e studi allora pioneristici.
Fu uno degli interpreti della "nuova" Scuola di storia della Sicilia che Coco, sulla scia delle indicazioni di Aymard e di Giarrizzo, contribuì a scrivere. Esponente di prestigio di una Scuola di storici dell'Ateneo catanese che erano impegnati in periodici seminari, svolti presso la Facoltà di Lettere e Filosofia, in cui grandi storici europei discutevano delle tematiche strutturali della storia della Sicilia moderna. Un dibattito maturato poi nella Storia della Sicilia Einaudi, una panoramica di narrazioni – secondo il preside della Facoltà di Lettere Enrico Iachello – che inquadrano l'oggetto storiografico "Sicilia", abbandonando «le paludi del piagnisteo sicilianista» – lo stereotipo di invasioni e dominazioni "straniere" che, per secoli, umiliarono le sorti dell'Isola compresse in una inguaribile "sicilitudine" di un potere trasformista –, «così come gli aspetti di una storia locale "minore", per configurarsi come un terreno dove le grandi correnti storiografiche – che hanno caratterizzato il Novecento – sono riuscite a trovare un tema comune di impegno». 
Prima della dipartita, Coco stava lavorando ad un volume di atti su antiquaria, politica e società nell’Italia d’età moderna, tema del convegno conclusivo del Programma di ricerca Prin 2005. Fu la sua ultima curatela (2012), trasformatasi in un omaggio postumo alla memoria dello storico e docente universitario.

## Opere e scritti sparsi

### Volumi
- Politica e cultura in François Guizot (1820‐1830), Firenze, Olschki, 1973.
- François Guizot, Storico, Napoli, Guida, 1983, ISBN 88-7042-154-6.
- A.C. (a cura di), Le passioni dello storico: studi in onore di Giuseppe Giarrizzo, Catania, Edizioni del Prisma, 1999, ISBN 88-86808-08-9.
- A.C. (a cura di), Storia della Facoltà di Medicina dell'Università di Catania: 1434‐1860, Firenze, Giunti, 2000.
- Il porto di Catania: storia e prospettive, Siracusa, Lombardi, 2003, ISBN 88-7260-133-9.
- Storia e storiografia della Sicilia moderna, Catania, Università, Dipartimento di scienze dell'uomo e del territorio, 2002. (2ed. Lungro di Cosenza, Marco Editore, 2004. ISBN 88-88897-10-0)
- Appunti di storiografia europea, Catania, Dipartimento di scienze della cultura dell'uomo e del territorio, 2004.
- La cura del corpo: medicina e chirurgia nella storia delle università siciliane (secoli XIX-XX), Acireale-Roma, Bonanno, 2009, ISBN 88-7796-573-8.

### Saggi brevi
- Prospettiva assiologica e metodo storiografico nell'evoluzione del concetto di civiltà, ne «Il Pensiero Politico: rivista di storia delle idee politiche e sociali», Firenze, vol. 12, fasc. 2, 1979, p. 372 ss.
- Bernardo Tanucci e la Toscana: appunti congressuali e nuovi temi di ricerca, in «Archivio Storico per la Sicilia Orientale» (ASSO), 78, 1982 (1984), pp. 239-247.
- La Sicilia di Vittorio Amedeo e il Parlamento del 1714, in «A.S.S.O.», Catania, 1984.
- Le aporie del governo paterno: Bernardo Tanucci tra regalismo e cultura dei Lumi. (Note e discussioni), ne «Il Pensiero Politico», Firenze, n. 3, settembre-dicembre 1986, pp. 373-380.
- Daniel Halévy: storia politica e «accélération de l'histoire», in «Synaxis», Catania, a. IX, 1991, pp. 299-319. (anche on-line)
- Luigi Castiglione, un avvocato socialista, ASSO, 1992.
- Religione, storia e romanzo sociale: contributo alla critica del capitalismo nell'Ottocento, in «Synaxis», Catania, a. XI, 1993, pp. 225-248. (anche on-line)
- La città siciliana tra ideologia e storiografia: l'evoluzione del modello nel Sei e Settecento, in «Rivista di storia della storiografia moderna», Roma, n.1-2, a. XV, 1994, pp. 15-78.
- Bibliografia (1948-2001) degli scritti di Giuseppe Giarrizzo, a cura di A. C., in «Siculorum gymnasium: rassegna trimestrale di letteratura, storia, filosofia e belle arti della Facoltà di lettere e filosofia di Catania», n.s., a. 51 (1998) pp. XIII-LXXXIV. (anche ON-LINE)
- Teologia e catechesi nell'episcopato di Pietro Galletti: la Congregazione della dottrina cristiana (Catania 1735), (con Sonya Sofia), in «Synaxis», Studio Teologico San Paolo, Catania, a.XVI/n.1, 1998, pp. 219-289. (anche on-line)
- Vita religiosa e modelli di clausura in Sicilia prima e dopo il Concilio di Trento (con Maria Vittoria Longhitano), in «Archivio storico per la Sicilia orientale», n. 1-3, a. 95 (1999), pp. 223-262.
- L'inquisizione di Sicilia, Melchiorre Abela e il riformismo carolino, in «Coscienza storica: rivista di studi per una nuova tradizione», Lungro (Cs), n. 1, a. 6, 2001, pp. 81-122.
- Croce e il concetto di progresso, in «Storiografia», a. 5./2001, Pisa-Roma, F. Serra, 2001.
- Conventi e ordini regolari maschili a Catania nella prima metà dell'Ottocento (con Grazia Samperi), in «Synaxis», Studio Teologico San Paolo, Catania, a.XIX/n.1, 2001, pp. 165-186. (anche on-line)
- Spiritualità e arte. I. Religione e devozione del cavaliere gerosolimitano, in "La Sicilia dei Cavalieri. Le istituzioni dell'Ordine di Malta in età moderna (1530-1826)", a cura di Luciano Buono e Giacomo Pace Gravina, Fondazione Donna Maria Marullo di Condojanni, Roma, 2003. (anche on-line)[9]
- Catania, il Novecento, l'Ateneo, «L'acropoli: rivista bimestrale», diretta da Giuseppe Galasso, Soveria Mannelli, Rubbettino, a. V, n. 2 (mar.) 2004, pp. 174-194.
- Francesco Testa e la storiografia siciliana del Settecento, (con Antonino Maiuzzo), in «Storiografia», a. 10./2006, Pisa-Roma, F. Serra, 2006.

### Interventi di Atti
- Problemi e metodi di storia parlamentare: il caso siciliano nel Settecento, in "Acta curiarum Regni Sardiniae: istituzioni rappresentative nella Sardegna medioevale e moderna", seminario di studi (Cagliari, 28-29 novembre 1984), Cagliari, Consiglio regionale della Sardegna, 1986.
- Gli intellettuali e le riforme tra Corte e paese, in "Bernardo Tanucci: la corte, il paese 1730-1780", atti del convegno (Catania 10-12 ottobre 1985), ASSO, Catania, a. LXXXIV, 1988, I-II, pp. 29-50.
- Al tramonto dell'antico regime: Caramanico, la Sicilia e la crisi degli anni '90, in "Domenico Tempio e l'Illuminismo in Sicilia", atti del convegno di studio "Società di storia patria per la Sicilia orientale (Catania, 3-5 dicembre 1990), Palumbo, [dopo il] 1990.
- Politica moderna e pensiero politico in Roland Barthes, in "Strumenti didattici e orientamenti metodologici per la storia del pensiero politico", atti del seminario internazionale (Erice, 17-19 ottobre 1991), a cura di Eugenio Guccione, Firenze, L. S. Olschki, 1992.
- Appunti per la storia del Parlamento siciliano del 1714: gli archivi e i documenti, in "Studi in onore di Salvatore Leone", «Siculorum Gymnasium», n.s. 1, nn.1-2, gennaio-dicembre 1997, pp. 111-122. (anche on-line su archive.org)
- Il Settecento di Sciascia, in "Leonardo Sciascia ed il Settecento in Sicilia", atti del Convegno di studi (Racalmuto 6-7 dicembre 1996), a c. di R. Castelli, Caltanissetta-Roma,  S. Sciascia, 1998. pp. 27-34.
- I Normanni e l'idea di conquista nella storiografia europea del Sette e Ottocento, in "Ruggero I, Serlone e l'insediamento normanno in Sicilia", convegno internazionale di studi promosso dall'Istituto italiano dei Castelli, Sezione Sicilia (Troina, 5/7 novembre 1999), atti raccolti da Isidoro Giannetto, Massimiliano Ragusa; volume a c. di Salvatore Tramontana, Istituto italiano dei castelli/Sezione Sicilia, Laboratorio per l'arte la cultura l'ambiente, 2001.
- Stato e Chiesa in un "inedito" sturziano sulla storia del Mezzogiorno moderno, in Luigi Sturzo e la democrazia nella prospettiva del terzo millennio, atti del Seminario internazionale (Erice, 7-11 ottobre 2000), a cura di Eugenio Guccione, vol.2, Firenze, L. S. Olschki, 2004, pp. 859-866. ISBN 88-222-5333-7
- Le minoranze ebraiche in Sicilia, in "Diversità e minoranze nel Settecento", atti del Seminario (Santa Margherita Ligure, 2-4 giugno 2003), a cura di Marina Formica e Alberto Postigliola, Roma, Edizioni di Storia e Letteratura, 2006. ISBN 978-88-8498-340-4
- Il "teatro" della città di Sicilia (1680-1750), in "I saperi della città: storia e città nell'età moderna", atti del Colloquio internazionale di storia urbana (Catania, 19-21 settembre 2003), a c. di E. Iachello, Palermo, L'Epos, 2006. ISBN 88-8302-322-6

### Progetti
- I parlamenti di Sicilia nell'età moderna, a cura di A.C., Salvatore Leone, Vittorio Sciuti Russi, Concetta Spoto, Catania, tip. E. Leone, 1983.

### Recensioni
- Yates F. A., Astrea : l'idea di impero nel Cinquecento, 1978.
- Il pensiero di Baruch Spinoza, 1981.
- Il Politecnico di Carlo Cattaneo, s.d.
- Giarrizzo legge Diaz, in «Storiografia: rivista annuale di storia»,  a. 2/n.1, 1997.
- Confraternite siciliane in età moderna,s.d.